# Wallidan Football Club
Ne doit pas être confondu avec Wally Daan Football Club.
Maillots
Le Wallidan Football Club est un club de football gambien basé à Banjul fondé en 1969, il joue en GFA League Second Division , la deuxième division gambienne.

## Histoire
Avec seize titres de champions et vingt-trois Coupes de Gambie, le club est de loin le plus titré du pays. S'il domine les compétitions nationales, il ne parvient pas en revanche à reproduire ces bons résultats sur la scène continentale : son meilleur résultat est un quart de finale, disputée lors de la Coupe des Coupes 1988.
En 2024, le club est relégué en deuxième division.

## Palmarès
- Championnat de Gambie (16) 
  - Champion : 1970, 1971, 1976, 1977, 1979, 1981, 1982, 1985, 1988, 1992, 1995, 2001, 2002, 2004, 2005, 2008

- Coupe de Gambie (23)
  - Vainqueur : 1971, 1972, 1973, 1974, 1976, 1977, 1978, 1981, 1984, 1986, 1987, 1988, 1992, 1993, 1994, 1998, 1999, 2001, 2002, 2003, 2004, 2008, 2015
  - Finaliste : 2000, 2005

- Supercoupe de Gambie (4)
  - Vainqueur : 1999, 2001, 2002, 2003
  - Finaliste : 2004, 2005, 2008, 2015